# 法鲁兹祖安
穆罕默德·法鲁兹祖安·穆罕默德·塔扎里（1983年2月5日—），馬來西亞男子羽毛球运动员，傳媒通常簡稱法鲁兹祖安或法鲁。法鲁兹祖安擅長雙打項目，曾與搭檔查基利合作贏得2009年世界羽毛球錦標賽男子雙打季軍；二人曾為馬來西亞國家羽毛球隊的二號男雙，最高世界排名為第六位，並稱「法查組合」或「查法組合」。二人在2011年8月退出國家隊，並在同年9月4日加盟吉隆坡球拍俱樂部，以自由人身份參加國際賽事。

## 簡歷
2010年，法鲁兹祖安夥拍查基利出戰印度羽毛球公開賽，在男雙決賽以2比0（21-12、22-20）擊敗印度組合鲁佩什·库马尔/萨纳维·托马斯，奪得冠軍。

### 2013年世錦賽
2013年8月，法鲁兹祖安參加中國廣州舉行的世界羽毛球錦標賽，與查基利出戰男子雙打項目。他們首圈以2比1擊敗美國組合晉級，第二圈就面對14號種子、俄羅斯的弗拉基米尔·伊万诺夫/伊万·索松诺夫，又再以2比1反勝對手；但在第三圈就以0比2（21-23、7-21）不敵4號種子、日本的遠藤大由/早川賢一，16強止步。

## 主要比賽成績
只列出曾進入準決賽的國際賽事成績：
| 年份   | 賽事                     | 公開賽級別 | 項目     | 拍檔             | 成績   |
| ------ | ------------------------ | ---------- | -------- | ---------------- | ------ |
| 2006年 | 全英羽毛球公開賽         |            | 男子雙打 | 凌文輝           | 準決賽 |
| 2006年 | 羽毛球世界盃             | 其他       | 男子雙打 | 凌文輝           | 亞軍   |
| 2006年 | 亞洲運動會羽毛球比賽     | 其他       | 混合雙打 | 黃佩蒂           | 銅牌   |
| 2007年 | 亞洲羽毛球錦標賽         | 其他       | 男子雙打 | 查基利阿都拉迪夫 | 準決賽 |
| 2007年 | 亞洲羽毛球錦標賽         | 其他       | 混合雙打 | 黃佩蒂           | 準決賽 |
| 2007年 | 印尼羽毛球超級賽         | 超級賽     | 男子雙打 | 查基利阿都拉迪夫 | 亞軍   |
| 2007年 | 中華台北羽毛球黃金大獎賽 | 黃金大獎賽 | 男子雙打 | 查基利阿都拉迪夫 | 準決賽 |
| 2008年 | 瑞士羽毛球超級賽         | 超級賽     | 男子雙打 | 查基利阿都拉迪夫 | 準決賽 |
| 2008年 | 新加坡羽毛球超級賽       | 超級賽     | 男子雙打 | 查基利阿都拉迪夫 | 冠軍   |
| 2008年 | 印尼羽毛球超級賽         | 超級賽     | 男子雙打 | 查基利阿都拉迪夫 | 冠軍   |
| 2008年 | 香港羽毛球超級賽         | 超級賽     | 男子雙打 | 查基利阿都拉迪夫 | 亞軍   |
| 2008年 | 世界羽聯超級系列賽總決賽 | 超級賽     | 男子雙打 | 查基利阿都拉迪夫 | 準決賽 |
| 2009年 | 世界羽聯超級系列賽總決賽 | 超級賽     | 男子雙打 | 查基利阿都拉迪夫 | 準決賽 |
| 2010年 | 印度羽毛球黃金大獎賽     | 黃金大獎賽 | 男子雙打 | 查基利阿都拉迪夫 | 冠軍   |
| 2010年 | 越南羽毛球大獎賽         | 大獎賽     | 男子雙打 | 王順福           | 亞軍   |
| 2012年 | 馬來西亞羽毛球黃金大獎賽 | 黃金大獎賽 | 男子雙打 | 查基利阿都拉迪夫 | 準決賽 |
| 2012年 | 泰國羽毛球黃金大獎賽     | 黃金大獎賽 | 男子雙打 | 查基利阿都拉迪夫 | 亞軍   |
| 2012年 | 中華台北羽毛球黃金大獎賽 | 黃金大獎賽 | 男子雙打 | 查基利阿都拉迪夫 | 冠軍   |
| 2012年 | 哥本哈根羽毛球大師賽     | 其他       | 男子雙打 | 查基利阿都拉迪夫 | 準決賽 |
| 2013年 | 澳洲羽毛球黃金大獎賽     | 黃金大獎賽 | 男子雙打 | 查基利阿都拉迪夫 | 準決賽 |
| 2013年 | 馬來西亞羽毛球黃金大獎賽 | 黃金大獎賽 | 男子雙打 | 查基利阿都拉迪夫 | 準決賽 |
| 2013年 | 哥本哈根羽毛球大師賽     | 其他       | 男子雙打 | 查基利阿都拉迪夫 | 準決賽 |

| 2007-2017年 | 首要超級賽 | 超級賽 | 黃金大獎賽 | 大獎賽 | 國際挑戰賽 | 國際系列賽 | 未來系列賽 | 其他 |

| 2018-2026年 | 總決賽 | 超級1000賽 | 超級750賽 | 超級500賽 | 超級300賽 | 超級100賽 | 國際挑戰賽 | 國際系列賽 | 未來系列賽 | 其他 |

### 奧運會和世錦賽參賽紀錄
|          | 搭檔             | 2005 | 2006 | 2007 | 2008 | 2009 | 2010 | 2011 | 2012 | 2013 |
| -------- | ---------------- | ---- | ---- | ---- | ---- | ---- | ---- | ---- | ---- | ---- |
| 男子雙打 | 凌文輝           | 16強 | 8強  | －   | －   | －   | －   | －   | －   | －   |
| 男子雙打 | 查基利阿都拉迪夫 | －   | －   | 32強 | －   | 季軍 | －   | －   | －   | 16強 |
|          |                  |      |      |      |      |      |      |      |      |      |
| 混合雙打 | 黃雪愛           | 64強 | 16強 | －   | －   | －   | －   | －   | －   | －   |